# Leiodontocercus angustipennis
Leiodontocercus angustipennis är en insektsart som beskrevs av Lucien Chopard 1954. Leiodontocercus angustipennis ingår i släktet Leiodontocercus och familjen vårtbitare. Inga underarter finns listade i Catalogue of Life.